# Гетерополярність
Гетерополярність — поєднання полярних і неполярних властивостей речовини.

## Гетерополярні речовини
Сполуки, молекули яких складаються з полярних і неполярних груп атомів, називаються гетерополярними. Вони володіють одночасно властивостями полярних і неполярних сполук. Полярні кінці молекул гідрофільні і змочуються водою, а неполярні — гідрофобні і не змочуються водою.
Орієнтація молекул залежить від полярності фаз: аполярний кінець гетерополярної молекули завжди спрямований у бік менш полярної фази.
Наприклад, до гетерополярних речовин відноситься багато флотаційних реагентів. У флотаційної пульпі гетерополярні речовини адсорбуються на межі розділу фаз і створюють точно орієнтований шар.